# Londigny
Londigny est une commune du Sud-Ouest de la France, située dans le département de la Charente (région Nouvelle-Aquitaine).
Ses habitants sont appelés les Londinois et Londinoises.

## Géographie

### Localisation et accès
La commune est située tout au nord du département de la Charente et du canton de Villefagnan. Elle est limitrophe du département des Deux-Sèvres.
Londigny est proche de Ruffec en Charente et de Sauzé-Vaussais dans les Deux-Sèvres.
Elle est à l'écart des grands axes routiers mais proche de l’axe nord-sud que forme la RN 10 (elle est à mi-chemin entre Poitiers et Angoulême). Elle est proche de la D 740 Villefagnan-Ruffec et de la D 19 Sauzé-Villefagnan-Aigre.
La gare la plus proche est celle de Ruffec qui est desservie par un TGV et des navettes TER entre Poitiers et Angoulême.
La future LGV Sud Europe Atlantique traversera la commune (début des travaux en 2011, mise en service prévue fin 2015 - début 2016).

### Hameaux et lieux-dits
En plus de nombreuses fermes, la commune compte quelques hameaux comme Landraudière au sud-est, le Peu au sud près du château, la Brousse à l'ouest, la Grande Métairie et Chez Courtioux au nord.

### Communes limitrophes
|          | Sauzé-Vaussais (Deux-Sèvres) | Montalembert (Deux-Sèvres) |
| Montjean | Londigny                     |                            |
|          | Saint-Martin-du-Clocher      |                            |

### Géologie et relief
Le canton de Villefagnan est situé sur les plateaux sédimentaires jurassiques du Bassin aquitain et occupé par des formations calcaires et marnocalcaires plus ou moins argileuses du Bathonien, fines ou graveleuses. Sur une partie du territoire de Londigny il y a présence d'argile à silex issue de l'altération des marnes et des calcaires,,.
La partie nord de la commune fait partie de la zone des collines boisées de Montalembert, qui forme la ligne de partage des bassins de la Charente, de la Vienne et de la Sèvre Niortaise.
Le relief de la commune est celui d'un plateau assez uniforme, d'une altitude moyenne de 140 m, traversé sur sa partie occidentale par la vallée de la Péruse de direction nord-sud. Le point culminant est à une altitude de 158 m, situé dans la forêt sur la limite départementale au nord-est (Lac de Saudon). Le point le plus bas est à 110 m, situé le long de la Péruse en limite sud. Le bourg, sur le flanc de la vallée, s'étage entre 115 et 130 m d'altitude.

### Hydrographie

#### Réseau hydrographique

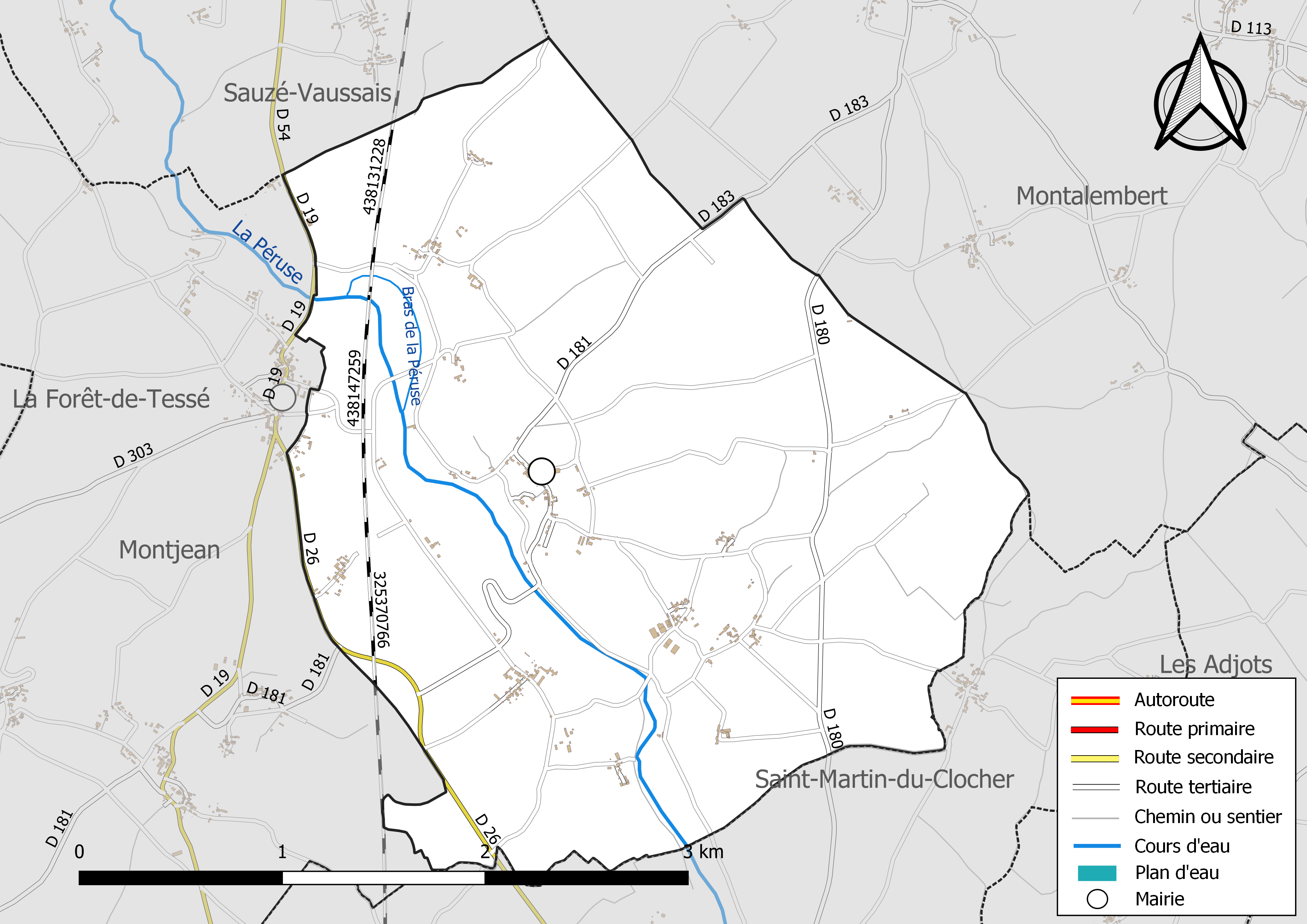
Réseaux hydrographique et routier de Londigny.

La commune est située dans le bassin versant de la Charente au sein  du Bassin Adour-Garonne. Elle est drainée par le Péruse et, qui constituent un réseau hydrographique de 5 km de longueur totale,.
La Péruse traverse la commune du nord au sud dans une vallée étroite et y faisait fonctionner quatre moulins. Elle rejoint le Lien à Ruffec puis la Charente. Actuellement la Péruse s'enfonce sous terre une bonne partie de l'année, elle s'assèche au fil de l'eau avant d'arriver à Saint-Martin-du-Clocher, et elle ne réapparaît qu'à Ruffec. Elle ne rétablit son cours entre Bernac et Saint-Martin-du-Clocher qu'en période de fortes pluies.

#### Gestion des eaux
Le territoire communal est couvert par le schéma d'aménagement et de gestion des eaux (SAGE) « Charente ». Ce document de planification, dont le territoire correspond au bassin de la Charente, d'une superficie de 9 300 km2, a été approuvé le 19 novembre 2019. La structure porteuse de l'élaboration et de la mise en œuvre est l'établissement public territorial de bassin Charente. Il définit sur son territoire les objectifs généraux d’utilisation, de mise en valeur et de protection quantitative et qualitative des ressources en eau superficielle et souterraine, en respect des objectifs de qualité définis dans le troisième SDAGE  du Bassin Adour-Garonne qui couvre la période 2022-2027, approuvé le 10 mars 2022.

### Climat
Comme dans les trois quarts sud et ouest du département, le climat est océanique aquitain, légèrement dégradé au nord du département aux abords du seuil du Poitou.

### Végétation
Le nord et l'est de la commune sont boisés en grande partie.

### Agriculture
Les prairies ont été remplacées par du maïs, le nombre des agriculteurs a fortement diminué et ils se sont reconvertis en céréaliculture et élevage intensif porcin et bovin. Mais se sont aussi installés des agriculteurs biologiques, deux élevages de porcs et un de bovins avec vente directe.

## Urbanisme

### Typologie
Au 1er janvier 2024, Londigny est catégorisée commune rurale à habitat très dispersé, selon la nouvelle grille communale de densité à 7 niveaux définie par l'Insee en 2022.
Elle est située hors unité urbaine. Par ailleurs la commune fait partie de l'aire d'attraction de Ruffec, dont elle est une commune de la couronne,. Cette aire, qui regroupe 30 communes, est catégorisée dans les aires de moins de 50 000 habitants,.

### Occupation des sols
L'occupation des sols de la commune, telle qu'elle ressort de la base de données européenne d’occupation biophysique des sols Corine Land Cover (CLC), est marquée par l'importance des territoires agricoles (83,1 % en 2018), en diminution par rapport à 1990 (84 %). La répartition détaillée en 2018 est la suivante : 
terres arables (55,8 %), zones agricoles hétérogènes (27,2 %), forêts (13,2 %), zones industrielles ou commerciales et réseaux de communication (3,3 %), zones urbanisées (0,5 %). L'évolution de l’occupation des sols de la commune et de ses infrastructures peut être observée sur les différentes représentations cartographiques du territoire : la carte de Cassini (XVIIIe siècle), la carte d'état-major (1820-1866) et les cartes ou photos aériennes de l'IGN pour la période actuelle (1950 à aujourd'hui).

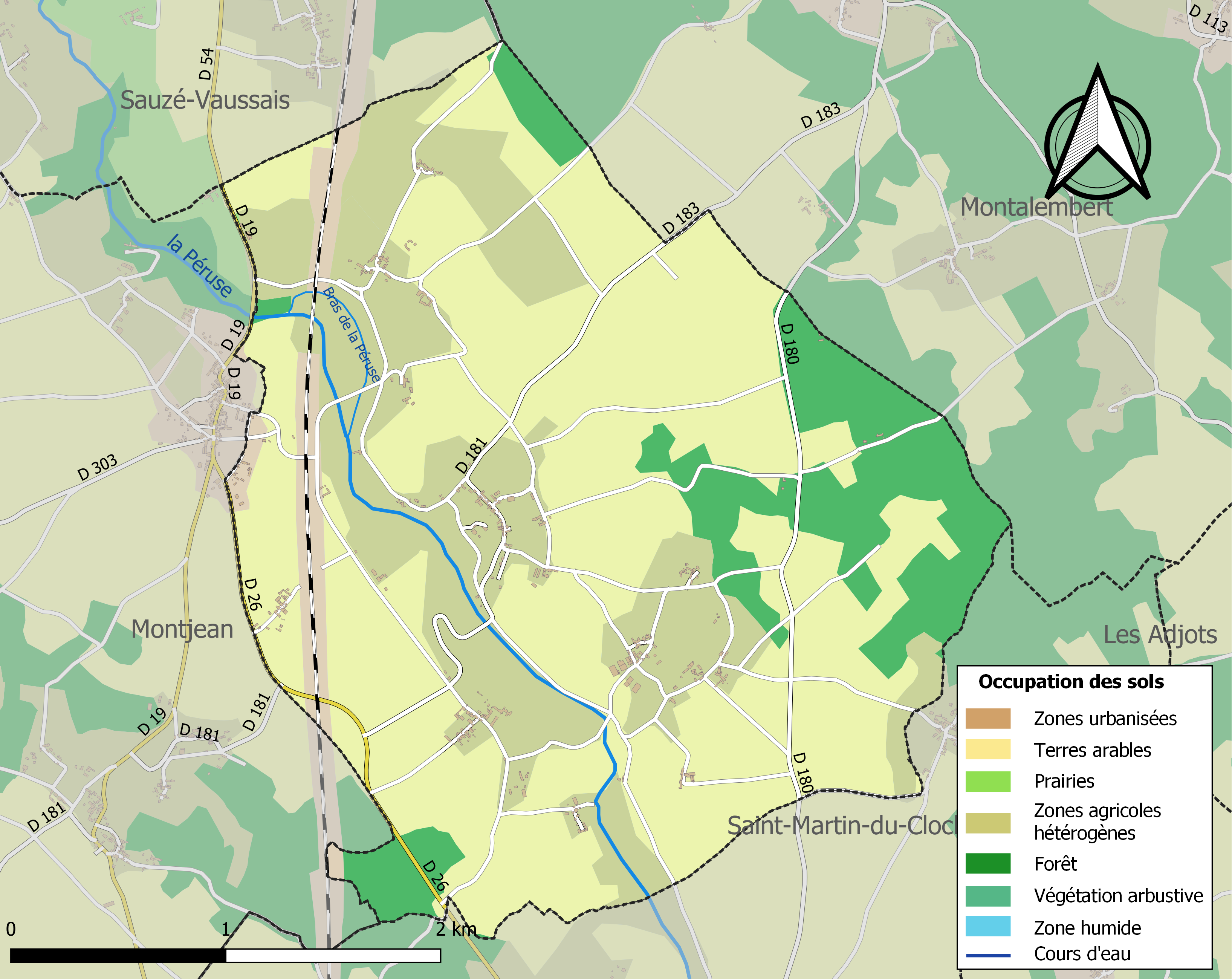
Carte des infrastructures et de l'occupation des sols de la commune en 2018 (CLC).

### Risques majeurs
Le territoire de la commune de Londigny est vulnérable à différents aléas naturels : météorologiques (tempête, orage, neige, grand froid, canicule ou sécheresse), mouvements de terrains et séisme (sismicité modérée). Un site publié par le BRGM permet d'évaluer simplement et rapidement les risques d'un bien localisé soit par son adresse soit par le numéro de sa parcelle.

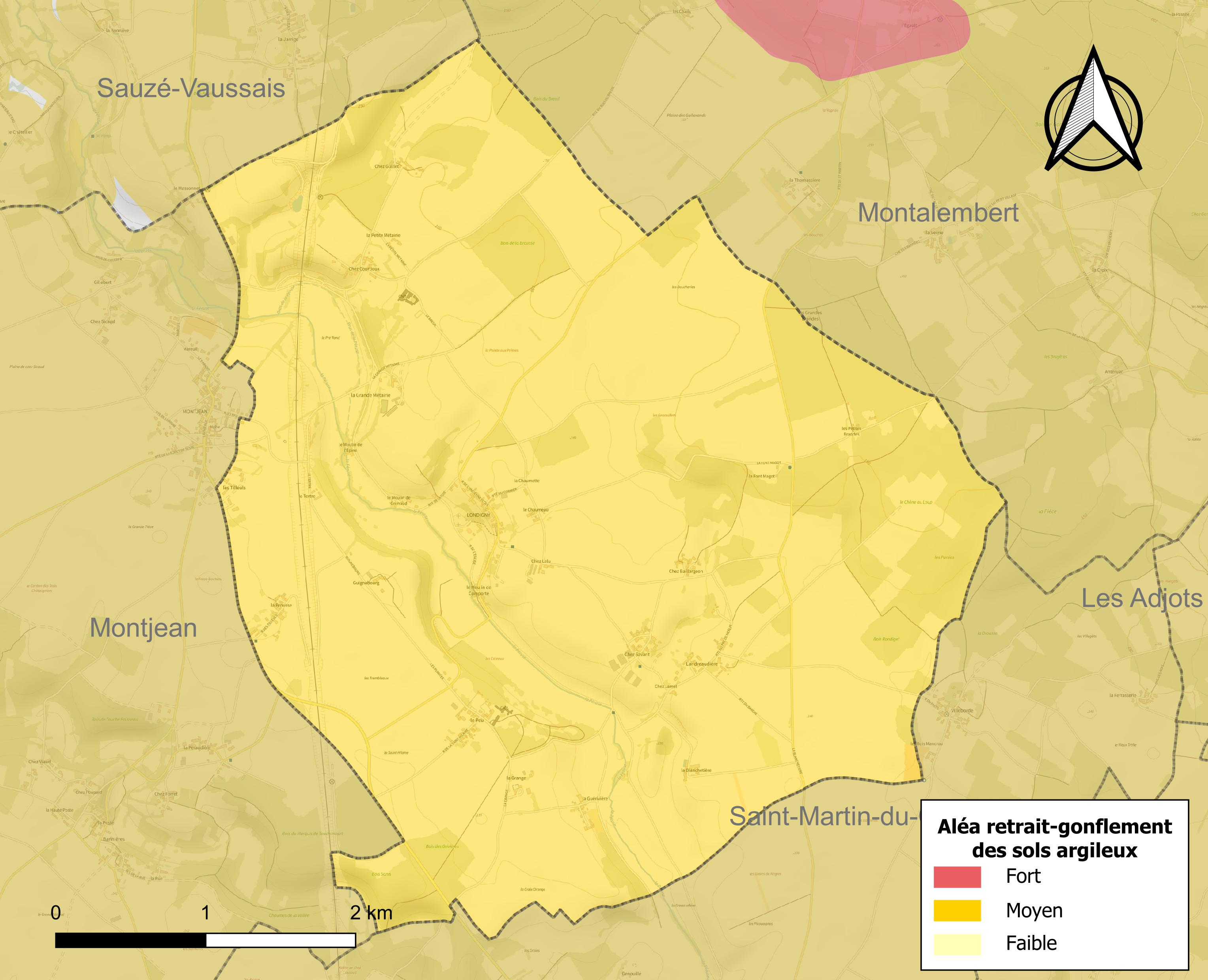
Carte des zones d'aléa retrait-gonflement des sols argileux de Londigny.

Les mouvements de terrains susceptibles de se produire sur la commune sont des affaissements et effondrements liés aux cavités souterraines (hors mines). Par ailleurs, afin de mieux appréhender le risque d’affaissement de terrain, l'inventaire national des cavités souterraines permet de localiser celles situées sur la commune.
Le retrait-gonflement des sols argileux est susceptible d'engendrer des dommages importants aux bâtiments en cas d’alternance de périodes de sécheresse et de pluie. La totalité de la commune est en aléa moyen ou fort (67,4 % au niveau départemental et 48,5 % au niveau national). Sur les 148 bâtiments dénombrés sur la commune en 2019,  148 sont en aléa moyen ou fort, soit 100 %, à comparer aux 81 % au niveau départemental et 54 % au niveau national. Une cartographie de l'exposition du territoire national au retrait gonflement des sols argileux est disponible sur le site du BRGM,.
Par ailleurs, afin de mieux appréhender le risque d’affaissement de terrain, l'inventaire national des cavités souterraines permet de localiser celles situées sur la commune.
La commune a été reconnue en état de catastrophe naturelle au titre des dommages causés par les inondations et coulées de boue survenues en 1982 et 1999. Concernant les mouvements de terrains, la commune a été reconnue en état de catastrophe naturelle au titre des dommages causés par des mouvements de terrain en 1999.

## Toponymie
Une forme ancienne est Loundigniaco (non datée).
L'origine du nom de Londigny remonterait à un nom de personne germanique Landonus auquel est apposé le suffixe -iacum, ce qui correspondrait à Landoniacum, « domaine de Landonus »,. De façon plus probable, les celtisants  comme Xavier Delamarre, rapprochent le nom de celui de  Londres: " Au Londinium, domaine de Londinios (Londres) correspond, au suffixe près, le Londiniacon du continent" (Londigné  avant 1801,aujourd'hui Londigny en Charente).
Londigny est au nord de la limite des noms en -ac (dans le Sud de la France) et des noms en -é, -ay ou -y (dans le Nord), qui traverse la France d'ouest en est et le nord-ouest du département de la Charente entre Rouillac/Montigné et Bernac/Londigny.

## Histoire
En 2023, des archéologues identifient ce qu'ils nomment les « plus anciennes maisons fortifiées d'Europe », dans le hameau du Peu.
Au XVIe siècle les Jousserand, seigneurs de Londigny, avaient droit de haute et basse justice (attesté par la présence d'une fuie ronde au château du Peu) et des écrits sur les logis de la Blanchetière et Guignebourg (ruiné dès le XVIIIe siècle) existent. Fille de René de Jousserand de Londigny, Nicole de Jousserand, dame d'Aulnay en Poitou, épouse avant 1604 René de Menou de Charnizay (Touraine), et leur fils Charles de Menou, né à Charnizay, partira du port d'Auray en Bretagne avec Isaac de Razilly et Nicolas Denys en 1632 pour l'Acadie dont il deviendra plus tard gouverneur. Une plaque commémorative de Charles de Menou a été posée en 2004 sur le parvis de l'église.
Londigny était un fief important, dépendant de la châtellenie de Ruffec. Il a appartenu aux Jousserand entre le XVe et XVIIe siècles. En 1687, la seigneurie de Londigny est passée à Casimir Prévost de Touchimbert, écuyer, seigneur de l'Isleau. La famille de Touchimbert, représentée au XXe siècle par le marquis de Lameth, a conservé Londigny jusqu'à nos jours. Le château a été entièrement reconstruit,.

### Route de la Poste
Londigny était aussi situé avant le XVIIIe siècle sur l'ancienne route de la Poste entre Paris et Bordeaux, directe entre Chaunay et Barbezieux par Villefagnan, Aigre, Moulidars et Châteauneuf, avant que celle-ci ne soit déviée pour desservir Angoulême par Turgot, intendant de la généralité de Limoges,,. Un relais de poste à Villefagnan est attesté en 1542 et ce n'est qu'en 1760 que la route postale a été modifiée pour emprunter l'actuelle route nationale 10. Ensuite, en 1788 a été construite l'actuelle RD 740 Villefagnan-Ruffec.

## Administration

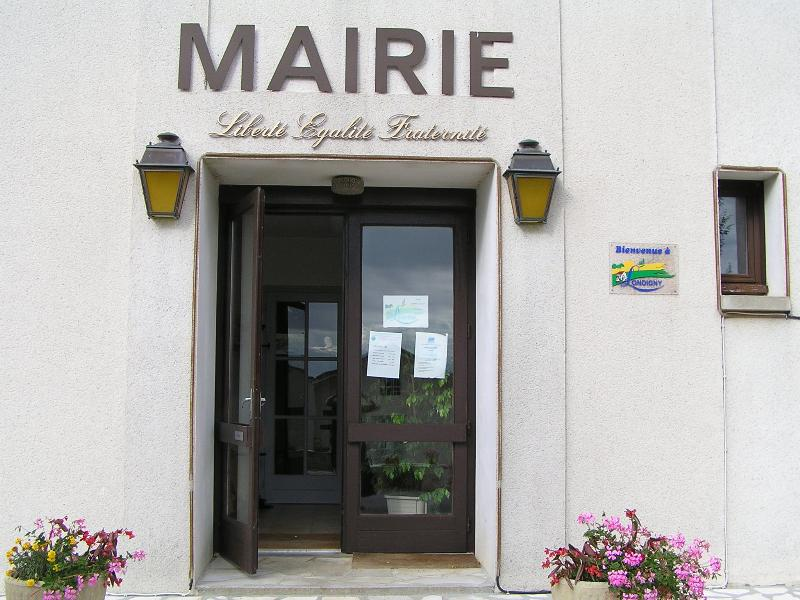
La mairie.

À sa création en 1793 la commune de Londigny faisait partie du canton de Ruffec mais depuis 1801 elle appartient au canton de Villefagnan et depuis 1995 à la communauté de communes du Pays de Villefagnan formée d'une partie des communes de ce canton.
Aux élections de 2007 elle a voté massivement à gauche : ses 183 inscrits ont donné aux présidentielles 59 voix à Nicolas Sarkozy et 96 voix à Ségolène Royal et aux législatives 87 voix à Jérome Lambert PS élu et 33 voix à l'UMP. Son maire de l'époque, Yves Manguy agriculteur à la retraite, connu comme syndicaliste agricole, était adhérent des Verts.
| Période                                  | Période  | Identité          | Étiquette | Qualité                   |
| ---------------------------------------- | -------- | ----------------- | --------- | ------------------------- |
| Les données manquantes sont à compléter. |          |                   |           |                           |
| 1995                                     | 2008     | Yves Manguy       | Les Verts | Agriculteur à la retraite |
| 2008                                     | En cours | Monique Ragonnaud | SE        | Retraitée France Télécom  |

En 2008 les élus de Londigny se sont fédérés à l'initiative des élus du Pays ruffécois avec 17 communes du Nord Charente et 5 des Deux-Sèvres en une fédération qui demande des compensations aux nuisances que va leur apporter la LGV Sud Europe Atlantique.

## Population et société

### Démographie

#### Évolution démographique
L'évolution du nombre d'habitants est connue à travers les recensements de la population effectués dans la commune depuis 1793. Pour les communes de moins de 10 000 habitants, une enquête de recensement portant sur toute la population est réalisée tous les cinq ans, les populations de référence des années intermédiaires étant quant à elles estimées par interpolation ou extrapolation. Pour la commune, le premier recensement exhaustif entrant dans le cadre du nouveau dispositif a été réalisé en 2008.

En 2022, la commune comptait 246 habitants, en évolution de −1,6 % par rapport à 2016 (Charente : −0,48 %, France hors Mayotte : +2,11 %).
| 1793 | 1800 | 1806 | 1821 | 1831 | 1841 | 1846 | 1851 | 1856 |
| ---- | ---- | ---- | ---- | ---- | ---- | ---- | ---- | ---- |
| 532  | 559  | 464  | 579  | 587  | 648  | 647  | 663  | 642  |

| 1861 | 1866 | 1872 | 1876 | 1881 | 1886 | 1891 | 1896 | 1901 |
| ---- | ---- | ---- | ---- | ---- | ---- | ---- | ---- | ---- |
| 593  | 552  | 550  | 567  | 572  | 504  | 517  | 474  | 451  |

| 1906 | 1911 | 1921 | 1926 | 1931 | 1936 | 1946 | 1954 | 1962 |
| ---- | ---- | ---- | ---- | ---- | ---- | ---- | ---- | ---- |
| 416  | 399  | 342  | 368  | 353  | 361  | 348  | 322  | 311  |

| 1968 | 1975 | 1982 | 1990 | 1999 | 2006 | 2008 | 2013 | 2018 |
| ---- | ---- | ---- | ---- | ---- | ---- | ---- | ---- | ---- |
| 278  | 242  | 242  | 228  | 219  | 241  | 247  | 246  | 252  |

| 2022 | - | - | - | - | - | - | - | - |
| ---- | - | - | - | - | - | - | - | - |
| 246  | - | - | - | - | - | - | - | - |

#### Pyramide des âges
En 2018, le taux de personnes d'un âge inférieur à 30 ans s'élève à 31,7 %, soit au-dessus de la moyenne départementale (30,2 %). À l'inverse, le taux de personnes d'âge supérieur à 60 ans est de 32,9 % la même année, alors qu'il est de 32,3 % au niveau départemental.
En 2018, la commune comptait 122 hommes pour 130 femmes, soit un taux de 51,59 % de femmes, égal au taux départemental (51,59 %).
Les pyramides des âges de la commune et du département s'établissent comme suit.
| Hommes | Classe d’âge | Femmes |
| ------ | ------------ | ------ |
| 1,6    | 90 ou +      | 6,2    |
| 7,4    | 75-89 ans    | 7,7    |
| 20,5   | 60-74 ans    | 22,3   |
| 23,8   | 45-59 ans    | 13,8   |
| 17,2   | 30-44 ans    | 16,2   |
| 9,8    | 15-29 ans    | 9,2    |
| 19,7   | 0-14 ans     | 24,6   |

| Hommes | Classe d’âge | Femmes |
| ------ | ------------ | ------ |
| 1      | 90 ou +      | 2,7    |
| 9,2    | 75-89 ans    | 12     |
| 20,6   | 60-74 ans    | 21,3   |
| 20,7   | 45-59 ans    | 20,3   |
| 16,8   | 30-44 ans    | 16     |
| 15,6   | 15-29 ans    | 13,4   |
| 16,1   | 0-14 ans     | 14,3   |

## Économie
Londigny est une commune essentiellement agricole, avec une dizaine d'exploitations
et du maïs irrigué, ce qui a porté préjudice aux nappes phréatiques et entraîné des assecs sur la Péruse, obligeant ainsi à revoir les méthodes culturales.
Les élevages sont de deux types : élevage classique et élevage à label bio pour deux élevages porcins et un élevage bovin qui pratique la vente directe à la ferme.
Les quelques artisans sont un ébéniste, un chauffagiste et deux entrepreneurs agricoles.
Il n'y a aucun commerce ni industrie.

## Équipements, services et vie locale

### Enseignement
Il n'y a pas d'école à Londigny.
La zone scolaire est le regroupement pédagogique intercommunal (RPI) Montjean-Bernac avec une classe maternelle à Bernac et deux classes élémentaires à Montjean. Le secteur du collège est Villefagnan.

## Vie locale et associations
La bibliothèque intercommunale est en association avec Montjean dans l'ancienne poste de Montjean, près de l'école.
Les activités sont celles proposées par le foyer rural (fête du 15-Août, théâtre) et par la société de chasse.

## Lieux et monuments
- L'église paroissiale Saint-Hilaire du XIIe siècle aurait été bâtie auprès d'une source miraculeuse, la Font Béquille. Elle était avant la Révolution dans le diocèse de Poitiers et l'archiprêtré de Ruffec. Elle a été restaurée et a retrouvé son toit de tuiles plates. C'est une église à campenard dont la vieille cloche porte le blason des Jousserand et la date de 1608[44].
- Le château de Londigny, dit aussi château du Peu[45], connu dès 1635 pour appartenir à René Jousserand, puis en 1666 à Casimir Prévost, et à partir de 1729 à la famille Prévost de Touchimbert, dont il ne reste que le pigeonnier, une fuie en partie ruinée et une tour ronde en ouest. Le château a été reconstruit dans l'esprit de Viollet-le-Duc, au XIXe siècle. Il est de style baroque, et le gothique côtoie le style Renaissance, avec des statues en ciment dans le parc[46],[47].
- Le Breuil-Goulard attesté dès le XVe siècle dont les bâtiments actuels seraient du XVIe et XVIIIe siècles. Le logis à deux étages et toit mansardé recouvert de tuiles plates est flanqué d'un pavillon rectangulaire et du côté cour d'une tour ronde[46].

- La Blanchetière attestée en 1694 qui a été très remaniée en 1967[48].
- Le lavoir de l'aire de la Liberté, les puits et les maisons anciennes.

## Personnalités liées à la commune
- Yves Manguy, maire de 1995 à 2008, premier porte-parole de la confédération paysanne à sa création.